# جیسون چیفیتس
جیسون چِیْفیتْس (به انگلیسی: Jason Chaffetz) نمایندهٔ حوزه انتخابیه سوم یوتا از حزب جمهوری‌خواه ایالات متحده آمریکا در مجلس نمایندگان ایالات متحده آمریکا است که برای نخستین‌بار در ۴ ژانویه ۲۰۰۹ میلادی به‌عضویت این مجلس درآمد.